# Tsutomu Shimomoto
Tsutomu Shimomoto (下元 勉, Shimomoto Tsutomu), né dans la préfecture de Kōchi, au Japon, le 2 octobre 1917 et mort à Shibuya (Tokyo) le 29 novembre 2000, est un acteur japonais.

## Biographie
Tsutomu Shimomoto a tourné dans une quarantaine de films au cinéma entre 1952 et 1997.

## Filmographie sélective

### Au cinéma
- 1952 : Les Enfants d'Hiroshima (原爆の子, Gembaku no ko?) de Kaneto Shindō : le mari de Natsue
- 1953 : Epitome (縮図, Shukuzu?) de Kaneto Shindō
- 1955 : Le Pauvre Cœur des hommes (こころ, Kokoro?) de Kon Ichikawa : le frère aîné de Hioki
- 1955 : Les Loups (狼, Okami?) de Kaneto Shindō
- 1955 : Mune yori mune ni (胸より胸に?) de Miyoji Ieki : Jûkichi Kusaka
- 1955 : Ishigassen (石合戦?) de Mitsuo Wakasugi (ja) : Senzō Higashiyama
- 1956 : La Fontaine (泉, Izumi?) de Masaki Kobayashi
- 1956 : La Pièce aux murs épais (壁あつき部屋, Kabe atsuki heya?) de Masaki Kobayashi
- 1959 : High Teen (ハイ・ティーン?) de Kazuo Inoue (ja) : Shibukawa, vice-principal
- 1959 : Yuganda tsuki (ゆがんだ月?) d'Akinori Matsuo : Kurokawa
- 1959 : Kikenna onna (危険な女?) de Mitsuo Wakasugi (ja) : Masao
- 1960 : Le Sommeil de la bête (けものの眠り, Kemono no nemuri?) de Seijun Suzuki
- 1960 : Bataille sans armes (武器なき斗い, Buki naki tatakai?) de Satsuo Yamamoto
- 1961 : Hana to musume to shiroi michi (花と娘と白い道?) de Kenjirō Morinaga : le moine Hōjō
- 1962 : La Ville des coupoles (キューポラがある街, Kyupora no aru machi?) de Kirio Urayama : Tōgo
- 1962 : La Source thermale d’Akitsu (秋津温泉, Akitsu onsen?) de Yoshishige Yoshida
- 1963 : Aoi sanmyaku (青い山脈?) de Katsumi Nishikawa : Principal
- 1963 : Ame no naka ni kiete (雨の中に消えて?) de Katsumi Nishikawa : Nampû Takahata
- 1963 : Wakai Tōkyō no yane no shita (若い東京の屋根の下?) de Buichi Saitō : Tarō Kuwano
- 1963 : Alibi (アリバイ?) de Yōichi Ushihara : Takagi
- 1965 : Histoire d'une prostituée (春婦伝, Shunpu den?) de Seijun Suzuki
- 1965 : Yottsu no koi no monogatari (四つの恋の物語?) de Katsumi Nishikawa
- 1965 : La Chanson de Bwana Toshi (ブワナ・トシの歌, Bwana Toshi no uta?) de Susumu Hani : Onishi
- 1968 : Gion matsuri (祇園祭?) de Tetsuya Yamanouchi (ja)
- 1969 : Puni par le ciel (人斬り, Hitokiri?) de Hideo Gosha
- 1981 : Nihon Philharmonic Orchestra: Honoo no dai gogakusho (日本フィルハーモニー物語 炎の第五楽章?) de Seijirō Kōyama
- 1987 : Hei no naka no purei bōru (塀の中のプレイ・ボール?) de Norifumi Suzuki : Tadashi Koyama
- 1993 : Ohaka to rikon (お墓と離婚?) de Ryō Iwamatsu (ja) : Akira
- 1994 : Histoire de fantômes à Yotsuya (忠臣蔵外伝 四谷怪談, Chūshingura gaiden yotsuya kaidan?) de Kinji Fukasaku